# 黑脚毛腿蜂鸟
，是雨燕目蜂鸟科的一种鸟类。
黑脚毛腿蜂鸟体重约5.5克，翼长约56.2毫米，嘴峰长约22.9毫米，喙宽度约1.6毫米，喙厚度约2毫米，跗蹠长约7.2毫米，尾长约32.4毫米。黑脚毛腿蜂鸟在其分布区内为留鸟，其栖息在半开放的高大树木组成的森林中，食性为草食性，主要食物来源是植物的花蜜。
黑脚毛腿蜂鸟分布于哥伦比亚和厄瓜多尔西北部的安第斯山脉中部地区。该物种是单型物种，没有亚种分化。